# 萨吉亚湖

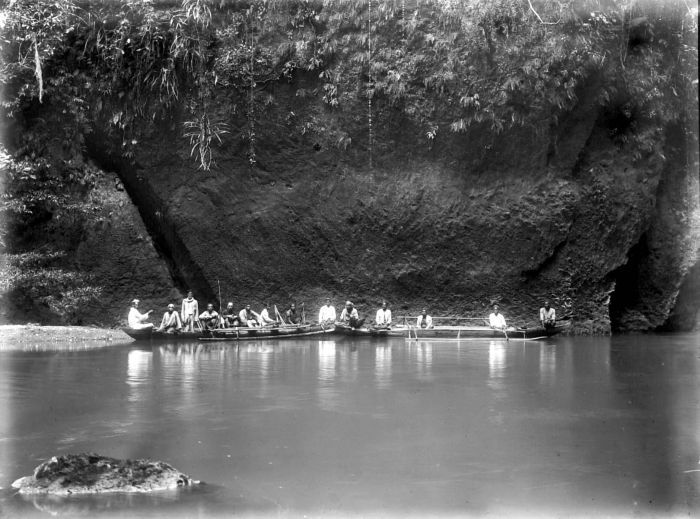
荷兰殖民时期的萨吉亚湖

萨吉亚湖（印尼语：Danau Sagea）是印度尼西亚哈马黑拉岛的一个湖泊，位于岛屿中南部近海，属中哈马黑拉县管辖。
0°29′00″N 128°04′00″E / 0.483333°N 128.066667°E